# زاغ درختی کلاه‌دار

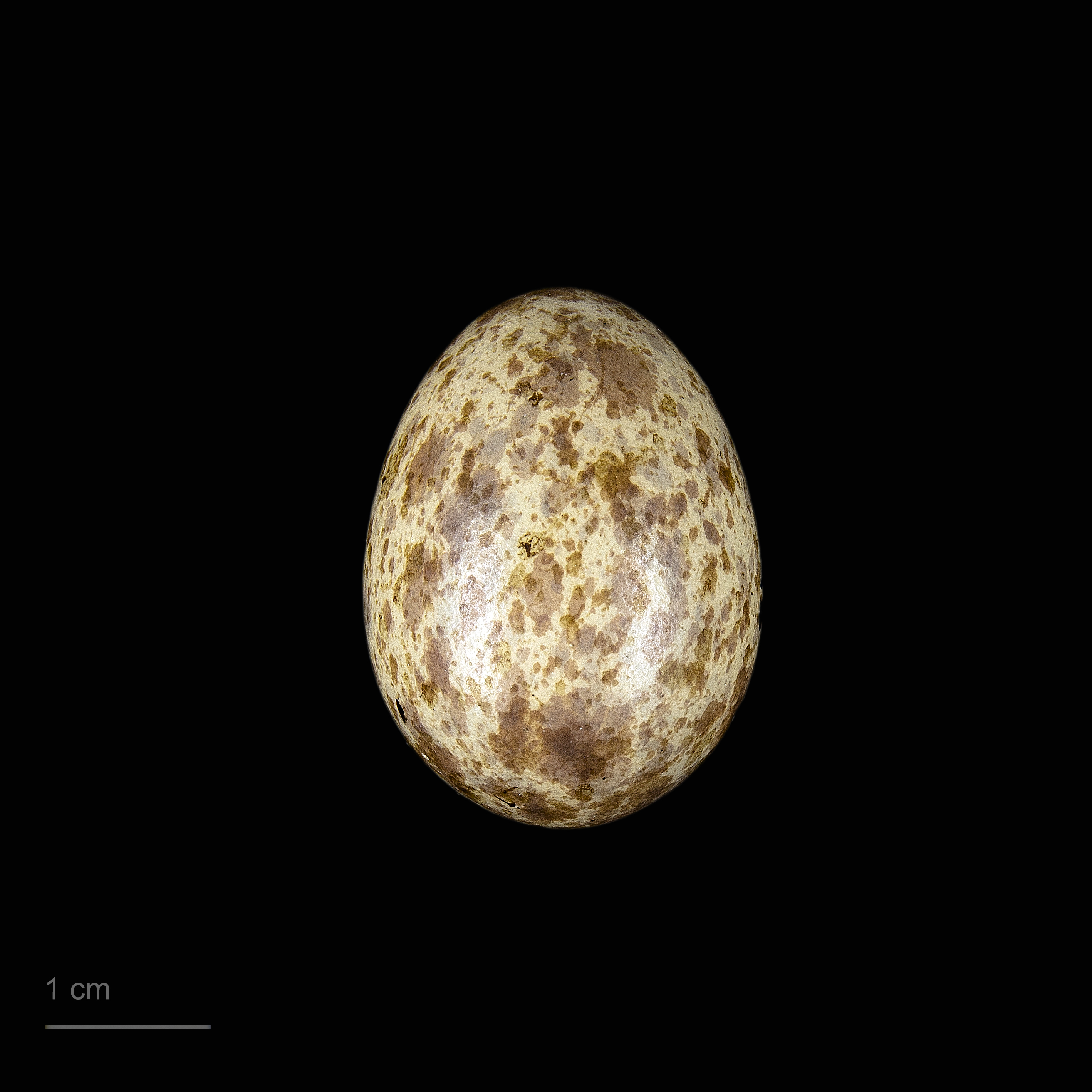
Crypsirina cucullata

زاغ درختی کلاه‌دار(نام علمی: Crypsirina cucullata) نام یک گونه از سرده زاغ‌های خاور دور است.